# Kasztíliai Johanna aragóniai királyné
Johanna (Torrelobatón, Kasztília, 1425/30 – Tarragona, Katalónia, 1468. február 13.), spanyolul: Juana Enríquez, katalánul: Joana Enríquez, olaszul: Giovanna Enriquez, szárdul: Giuanna Enriquez, baszkul: Joana Enrikez, Navarra, Aragónia, Valencia, Mallorca, Szicília, Szardínia királynéja, Barcelona grófnéja, a kasztíliai királyi ház leszármazottja természetes ágon, XI. Alfonz kasztíliai király ükunokája, II. János aragóniai király második felesége, II. Ferdinánd aragóniai király anyja. A Burgund-Ivreai-ház tagja.

## Élete
Apja Fadrique Enríquez, Kasztília tengernagya, Melgar és Rueda grófja és Medina de Rioseco ura, anyja Mariana de Córdoba. Dédanyja révén zsidó eredettel is rendelkezik. A kasztíliai trón fele kacsingató II. János navarrai király az első felesége, I. Blanka navarrai királynő 1441-ben bekövetkezett halála után néhány év özvegység után vette feleségül öccse, I. Henrik villenai herceg második feleségének, Beatrix Pimentelnek az unokahúgát, Johanna Enríquezt 1447. július 7-én. II. János teljesen a felesége befolyása alá került, aminek révén teljesen megromlott az első házasságából származó fiával, Károly vianai herceggel a viszonya, aki amúgy is neheztelt apjára, hogy a navarrai királyi címet nem ruházta rá, és csak Navarra kormányzását bízta rá, míg II. János szülőhazájában, Kasztíliában harcolt a jogaiért. Az újdonsült királyné azonban a teljes királyi hatalmat követelte férjétől "mostohafia" rovására, ezért apa és fiú között véres polgárháború tört ki. Fia, Ferdinánd infáns születése után azonban mindent megtett, sikertelenül, hogy az elsőszülött fiút kizárassa a trónöröklésből. Már fia születését is úgy intézte, hogy aragóniai felségterületen történjen, a navarrai határhoz közel eső Sosban 1452. március 10-én, és a keresztelőjével is egy évet várt, hogy az aragón fővárosban történjen meg, mikor férjét, II. Jánost beiktatták aragón régensnek a bátyja, V. Alfonz aragóniai király nápolyi tartózkodása idején Zaragozában 1453-ban. Johanna királyné nagyon erős akaratú asszony volt, aki spanyol létére konfliktusba került a katalánokkal, akik fellázadtak a gyűlölt királyné ellen, mikor II. János őt nevezte ki Katalónia kormányzójává, miután 1458-ban bátyja halála után elfoglalta az aragón trónt. Őt tették felelőssé a katalánok az idősebb fiú, Károly vianai herceg haláláért 1461-ben. Ezután már végérvényesen a fia, Ferdinánd lett az aragón trónörökös. Ferdinánd mellett még három gyermeket szült, akik közül csak egy lány, ugyancsak Johanna, érte meg a nagykorúságot, aki később első unokatestvéréhez, I. Ferdinánd nápolyi királyhoz, Beatrix magyar királyné apjához ment feleségül abban az évben, mikor Beatrix I. Mátyáshoz. Johanna Enríquez mellrákban halt meg. Külsőleg unokája, Őrült Johanna királynő hasonlított rá teljesen.

## Gyermekei
- Férjétől, II. János (1398–1479) aragón és navarrai királytól, 4 gyermek: 
  - Eleonóra (1447/48–fiatalon)
  - Ferdinánd (1452–1516), II. Ferdinánd néven aragón király, 1. felesége I. Izabella kasztíliai királynő (1451–1504), 6 gyermek, 2. felesége Foix Germána (1488/90–1538) navarrai királyi hercegnő, 1 fiú+4 természetes gyermek
  - Johanna (1455–1517), férje I. Ferdinánd nápolyi király (1423–1494), 2 gyermek, többek között:
    - Aragóniai Johanna (1477/79–1518), férje II. Ferdinánd nápolyi király (1469–1496), nem születtek gyermekei

  - Mária (1455 körül–fiatalon)

## Külső hivatkozások
- FMG/Castile Nobility – 2014. május 13.
- Euweb/Ivrea/Enriquez – 2014. május 13.
- Libro d'Oro della Nobilità Mediterranea/Trastamara (Aragonesi) – 2014. május 13.

| Előző Klevei Ágnes | Navarra királynéja 1447 – 1468 | Következő Foix Germána (Felső-Navarra) Angoulême-i Margit (Alsó-Navarra) |

| Előző Kasztíliai Mária | Aragónia királynéja 1458 – 1468 | Következő Katolikus Izabella |

| Előző Kasztíliai Mária | Mallorca királynéja 1458 – 1468 | Következő Katolikus Izabella |

| Előző Kasztíliai Mária | Szicília királynéja 1458 – 1468 | Következő Katolikus Izabella |

| Előző Kasztíliai Mária | Szardínia királynéja 1458 – 1468 | Következő Katolikus Izabella |

| Előző Kasztíliai Mária | Valencia királynéja 1458 – 1468 | Következő Katolikus Izabella |

| Előző Kasztíliai Mária | Barcelona grófnéja 1458 – 1468 | Következő Katolikus Izabella |